# Club Atlético de Madrid 1962-1963
Questa voce raccoglie le informazioni riguardanti il Club Atlético de Madrid nelle competizioni ufficiali della stagione 1962-1963.

## Stagione
Nella stagione 1962-1963 i colchoneros, allenati da Rafael García Repullo, terminarono il campionato al secondo posto, a ben 12 punti dal Real Madrid. In Coppa del Generalísimo l'Atlético Madrid, venne sconfitto ai quarti di finale dal Real Saragozza. In Coppa delle Coppe, i rojiblancos campioni in carica raggiunsero di nuovo la finale ma vennero sconfitti dagli inglesi del Tottenham per 5 reti a 1. Tale sconfitta è la più pesante mai subita nella storia del club in competizioni europee.

## Maglie e sponsor
| Manica sinistra · Manica sinistra · Maglietta · Maglietta · Manica destra · Manica destra · Pantaloncini · Calzettoni |

## Rosa
| N. |                      | Ruolo | Calciatore            |
| -- | -------------------- | ----- | --------------------- |
| -  | Spagna (bandiera)    | P     | Miguel San Román      |
| -  | Argentina (bandiera) | P     | Edgardo Madinabeytia  |
| -  | Argentina (bandiera) | D     | Jorge Griffa          |
| -  | Spagna (bandiera)    | D     | Chuzo                 |
| -  | Spagna (bandiera)    | D     | Feliciano Rivilla     |
| -  | Spagna (bandiera)    | D     | Alberto Callejo       |
| -  | Spagna (bandiera)    | D     | Rodríguez             |
| -  | Spagna (bandiera)    | C     | Adelardo              |
| -  | Spagna (bandiera)    | C     | Vicente Medina García |
| -  | Spagna (bandiera)    | C     | Isacio Calleja        |
| -  | Spagna (bandiera)    | C     | Amador                |

| N. |                       | Ruolo | Calciatore             |
| -- | --------------------- | ----- | ---------------------- |
| -  | Spagna (bandiera)     | C     | Joaquín Peiró          |
| -  | Brasile (bandiera)    | C     | Ramiro                 |
| -  | Spagna (bandiera)     | C     | Alvarito               |
| -  | Spagna (bandiera)     | C     | Jesús Glaría Jordán    |
| -  | Spagna (bandiera)     | C     | José Rives             |
| -  | Spagna (bandiera)     | A     | Enrique Collar         |
| -  | Spagna (bandiera)     | A     | Miguel Jones           |
| -  | Portogallo (bandiera) | A     | Jorge Alberto Mendonça |
| -  | Spagna (bandiera)     | A     | José Antonio Gasca     |
| -  | Spagna (bandiera)     | A     | Polo                   |

## Risultati

### Primera División

#### Girone di andata
| Arbitro: | Juan Gardeazabal Garay |

|                                            |           |            |
| Peiró 12’, 56’ Jones 27’, 63’ Mendonça 85’ | Marcatori | 83’ Sastre |

| Arbitro: | Félix Birigay Nieva |

|                          |           |                          |
| Antoniet 47’ Canário 89’ | Marcatori | 41’, 49’, 52’, 68’ Peiró |

| Arbitro: | José Ruiz Casasola |

|            |           |                   |
| Veloso 79’ | Marcatori | 49’ (rig.) Collar |

| Arbitro: | Gaspar Pintado Viu |

|                  |           |            |
| Adelardo 8’, 62’ | Marcatori | 76’ Miguel |

| Arbitro: | José Segrelles Del Pilar |

|              |           |            |
| Miralles 61’ | Marcatori | 39’ Griffa |

| Arbitro: | Diego Morilla Martínez |

|                                  |           |  |
| Calleja 38’ Ramiro 52’ Rives 80’ | Marcatori |  |

| Arbitro: | Manuel Gómez Arribas |

|                                 |           |  |
| Pepillo 4’, 46’, 60’ Achuri 29’ | Marcatori |  |

| Arbitro: | Vicente Lloris Antonino |

|                         |           |  |
| Collar 32’ Mendonça 77’ | Marcatori |  |

| Arbitro: | Alfonso Gómez Contreras |

|              |           |  |
| Portilla 24’ | Marcatori |  |

| Arbitro: | Manuel Gómez Arribas |

|            |           |             |
| Collar 78’ | Marcatori | 83’ Amancio |

| Barcellona 9 dicembre 1962 11ª giornata | Barcellona                    | 0 – 0 referto | Atlético Madrid | Camp Nou\| Arbitro: \| Daniel María Zariquiegui Izco \| |
| Arbitro:                                | Daniel María Zariquiegui Izco |               |                 |                                                         |

| Arbitro: | Mateo Simó Fiol |

|                                                           |           |  |
| Ramiro 23’ Collar 34’ Mendonça 60’ Jones 72’ Adelardo 78’ | Marcatori |  |

| Arbitro: | José González Echeverría |

|                |           |              |
| Romero 2’, 78’ | Marcatori | 10’ Adelardo |

| Arbitro: | José María Ortiz de Mendíbil |

|                                            |           |                 |
| Chuzo 2’, 75’ Ramiro 51’ Adelardo 63’, 73’ | Marcatori | 8’, 19’ Rodilla |

| Arbitro: | José Luis López Zaballa |

|                      |           |  |
| J. Luis 2’, 63’, 85’ | Marcatori |  |

#### Girone di ritorno
| Arbitro: | Daniel María Zariquiegui Izco |

|                               |           |  |
| H. Núñez 33’, 46’ Guillot 38’ | Marcatori |  |

| Arbitro: | José Segrelles del Pilar |

|                       |           |  |
| Gasca 41’ Calleja 89’ | Marcatori |  |

| Arbitro: | Sebastián José de Luis Quel |

|                                 |           |           |
| Gasca 2’, 42’ Collar 54’ (rig.) | Marcatori | 1’ Veloso |

| Arbitro: | Félix Birigay Nieva |

|               |           |             |
| Marcelino 85’ | Marcatori | 4’ Mendonça |

| Arbitro: | Vicente Lloris Antonino |

|                |           |  |
| Chuzo 33’, 58’ | Marcatori |  |

| Arbitro: | José María Ortiz de Mendíbil |

|          |           |                                                       |
| Maxi 48’ | Marcatori | 45’ Mendonça 61’ Adelardo 72’ Chuzo 80’ (rig.) Collar |

| Arbitro: | Daniel María Zariquiegui Izco |

|                                                               |           |            |
| Adelardo 10’ Chuzo 47’, 53’, 68’ Ramiro 65’ Collar 85’ (rig.) | Marcatori | 82’ Achuri |

| Bilbao 3 marzo 1963 23ª giornata | Atlético Bilbao      | 0 – 0 referto | Atlético Madrid | San Mamés\| Arbitro: \| Adolfo Bueno Perales \| |
| Arbitro:                         | Adolfo Bueno Perales |               |                 |                                                 |

| Arbitro: | José María Ortiz de Mendíbil |

|                                   |           |  |
| Adelardo 29’ Chuzo 55’ Collar 78’ | Marcatori |  |

| Arbitro: | Lucas Saz Olmedo |

|                                        |           |                                          |
| Puskás 2’, 50’ Amancio 79’ F. Ruiz 85’ | Marcatori | 4’ (aut.) Casado 41’ Mendonça 51’ Collar |

| Arbitro: | Daniel María Zariquiegui Izco |

|                                         |           |                   |
| Mendonça 4’ Rives 30’, 66’ Adelardo 78’ | Marcatori | 32’ Zaldúa 49’ Ré |

| Arbitro: | Manuel Cerezuela Ruiz |

|           |           |           |
| Sande 17’ | Marcatori | 69’ Rives |

| Arbitro: | Félix Birigay Nieva |

|          |           |             |
| Jones 8’ | Marcatori | 62’ Cardona |

| Arbitro: | José María Ortiz de Mendíbil |

|                          |           |          |
| Morollón 12’ Rodilla 52’ | Marcatori | 1’ Rives |

| Madrid 20 aprile 1963 30ª giornata | Atlético Madrid       | 0 – 0 referto | Real Oviedo | Metropolitano\| Arbitro: \| Manuel Cerezuela Ruiz \| |
| Arbitro:                           | Manuel Cerezuela Ruiz |               |             |                                                      |

### Coppa del Generalísimo
| Arbitro: | Vicente Lloris Antonino |

|                      |           |                                       |
| Balasch 7’ Paqui 70’ | Marcatori | 37’ Rivilla 53’ Mendonça 84’ Adelardo |

| Arbitro: | Alberto Martín Álvarez |

|                                               |           |  |
| Mendonça 25’, 87’ Jones 42’ Collar 79’ (rig.) | Marcatori |  |

| Arbitro: | José Cózar Sánchez |

|                     |           |  |
| Jones 44’ Rives 81’ | Marcatori |  |

| Arbitro: | Mateo Simó Fiol |

|  |           |              |
|  | Marcatori | 22’ Mendonça |

| Arbitro: | Gaspar Pintado Viu |

|              |           |  |
| Adelardo 49’ | Marcatori |  |

| Arbitro: | Mateo Simó Fiol |

|                  |           |  |
| Murillo 30’, 60’ | Marcatori |  |

### Coppa delle Coppe
| Arbitro: | Abel da Costa |

|                                                      |           |  |
| Mendonça 12’ Medina 21’ Collar 62’ (rig.) Ramiro 83’ | Marcatori |  |

| Arbitro: | Cesare Jonni |

|  |           |           |
|  | Marcatori | 69’ Jones |

| Arbitro: | Branko Tesanic |

|           |           |            |
| Pešev 16’ | Marcatori | 74’ Ramiro |

| Arbitro: | Marcel Bois |

|                                        |           |  |
| Adelardo 12’ Collar 24’ Chuzo 31’, 76’ | Marcatori |  |

| Arbitro: | Clive Kingston |

|               |           |           |
| Wild 31’, 70’ | Marcatori | 24’ Jones |

| Arbitro: | Othmar Huber |

|                        |           |  |
| Chuzo 45’ Mendonça 54’ | Marcatori |  |

| Arbitro: | Andries van Leeuwen |

|                                           |           |                   |
| Greaves 16’, 80’ White 35’ Dyson 67’, 85’ | Marcatori | 47’ (rig.) Collar |

## Statistiche

### Statistiche di squadra
| Competizione           | Punti | Totale | Totale | Totale | Totale | Totale | Totale | DR  |
| Competizione           | Punti | G      | V      | N      | P      | Gf     | Gs     | DR  |
| ---------------------- | ----- | ------ | ------ | ------ | ------ | ------ | ------ | --- |
| Primera División       | 37    | 30     | 14     | 9      | 7      | 61     | 36     | +25 |
| Coppa del Generalísimo | -     | 6      | 5      | 0      | 1      | 11     | 4      | +7  |
| Coppa delle Coppe      | -     | 7      | 4      | 1      | 2      | 14     | 8      | +6  |
| Totale                 | 37    | 43     | 23     | 10     | 10     | 85     | 48     | +37 |